# Аджигардак
Аджигардак е малка планина в Южен Урал, Русия (Башкирия). Най-големият връх е с височина 738 m. Вторият най-висок връх е Аджигардак.
Планината е съставена от седиментни скали, има дълбоки клисури и скалисти долини. В планината се намира ски курорт със същото име.